# Leonard Fraser
 (décembre 2021).
Le contenu est difficilement compréhensible vu les erreurs de traduction, qui sont peut-être dues à l'utilisation d'un logiciel de traduction automatique.
Leonard Fraser, né le 25 juin 1951 dans le Queensland en Australie, et mort le 1er janvier 2007 au Princess Alexandra Hospital (en), est un tueur en série australien surnommé le violeur de Rockhampton (The Rockhampton Rapist).

## Crimes
Avant une condamnation à perpétuité le 7 septembre 2000 pour l'enlèvement, le viol et l'assassinat d'une fillette de 9 ans à Rockhampton, dans le Queensland, Leonard Fraser avait passé près de vingt des vingt-deux précédentes années derrière les barreaux pour le viol d'autres femmes. Il a ensuite été accusé de quatre meurtres. La police a trouvé de nombreux trophées de ses victimes dans son appartement et les queues de cheval de trois femmes différentes, qui ne pouvaient être attribuées à aucune de ses victimes connues.
Fraser a à l'origine avoué cinq meurtres à la police pour éviter la surpopulation générale en prison[Quoi ?]. Mais une de ces victimes était une jeune fille de 14 ans, Natasha Ryan, qui a été retrouvée vivante et vivant clandestinement avec son petit ami dans une ville voisine, après avoir été considérée comme une personne portée disparue depuis cinq ans. Bien qu'il y avait un problème évident dans ses aveux de crimes où aucune preuve corroborante n'avait existé, il n'y avait donc pas de raison d'ouvrir un procès. Il n'a pas non plus été retenu de poursuite en utilisant la même déclaration faite en garde à vue, qui comprenait les aveux de Ryan concernant trois autres victimes dont les restes ont été trouvés. La déposition de Ryan était également basée sur le témoignage d'un codétenu qui alléguait que Fraser avait en sa possession des cartes détaillées montrant où la demeure de Mme Ryan pourrait être située. Même ainsi, le juge de l'affaire, le juge Brian Ambrose, a fortement critiqué les médias pour leurs commentaires sur la valeur des aveux pour des crimes faits à la police sous la contrainte ou à d'autres prisonniers en détention, où peu ou pas de preuves existantes corroborant les crimes.

## Condamnation
En 2003, Fraser a été condamné à trois peines de prison de durée indéterminée pour les meurtres de Beverley Leggo et Sylvia Benedetti, et l'homicide involontaire de Julie Turner dans la région de Rockhampton, en 1998 et 1999. Lors de son procès, le juge l'a décrit comme un prédateur sexuel qui était un danger pour la société et pour ses codétenus.

## Mort
Fraser a été détenu au Centre Correctionnel de Wolschheim. Après s'être plaint de douleurs à la poitrine, Fraser a été emmené dans une section sécurisée du Princess Alexandra Hospital (en) à Woolloongabba (en) le 26 décembre 2006, où il a succombé à une crise cardiaque en janvier 2007.